# Тосињано (Болоња)
Тосињано (итал. Tossignano) је насеље у Италији у округу Болоња, региону Емилија-Ромања.
Према процени из 2011. у насељу је живело 216 становника. Насеље се налази на надморској висини од 258 м.